# Mahim

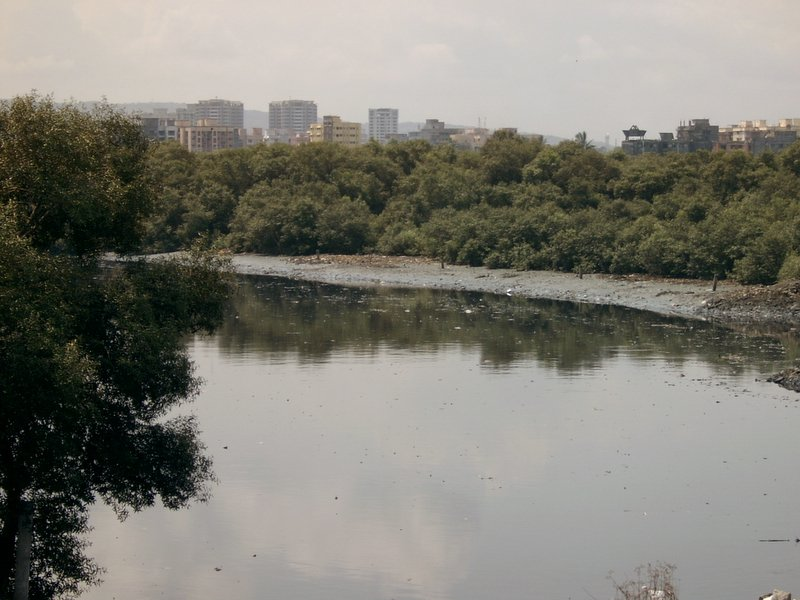
Mahim Creek

Mahim és un suburbi de Bombai i nom d'una estació ferroviaria. Fou conegut com a Maijim, Mejambu i Mahikawati. Està situat a uns 8 km de l'estació de Palghar. Es troba a 90 km del centre de Bombai. La població el 2020 era de 83.662 habitants. A l'altre costat del rierol a uns 3 km, hi ha el barri de Kelve, amb el que està unit.

## Història
Mahim fou una de les set illes originals de Bombai i era anomenada com Mahikawati i després Mahim. Fou la capital del raja Bhim Deo que va governar la zona al segle xiii i que no se sap si procedia de la dinastia rajput d'Anahilwada-Patan al Gujarat o de la dinastia dels yadaves de Devagiri. Encara es pot veure un antic temple que seria l'esmentat al Ramayana; després que Bhim Deo va ser enderrocat va seguir un altre rei que va conservar la capital al mateix lloc. El 1343 era del sultanat de Delhi quan va passar al sultanat de Gujarat i es va construir una mesquita. El dargah de Makhtum Fakir Ali Paru fou construït aquí el 1431. El 1532 va caure en mans dels portuguesos amb les altres illes. El 1612 Mahim fou atacada pels mogols que foren rebutjats. El 1662 les illes foren cedides al rei Carles II d'Anglaterra com a dot de la seva esposa, una princesa portuguesa, Catalina de Bragança. Els anglesos van construir el fort de Mahim per defensar-se entre d'altres dels portuguesos que el van atacar el 1772. Les ruïnes del fort encara es conserven. Un camí connectant Mahim i Bandra (corrupció de bandar, port) fou acabat el 1845. Fou declarada municipalitat el 1861 i el 1890 li va ser unida Kelve.

## El fort de Mahim

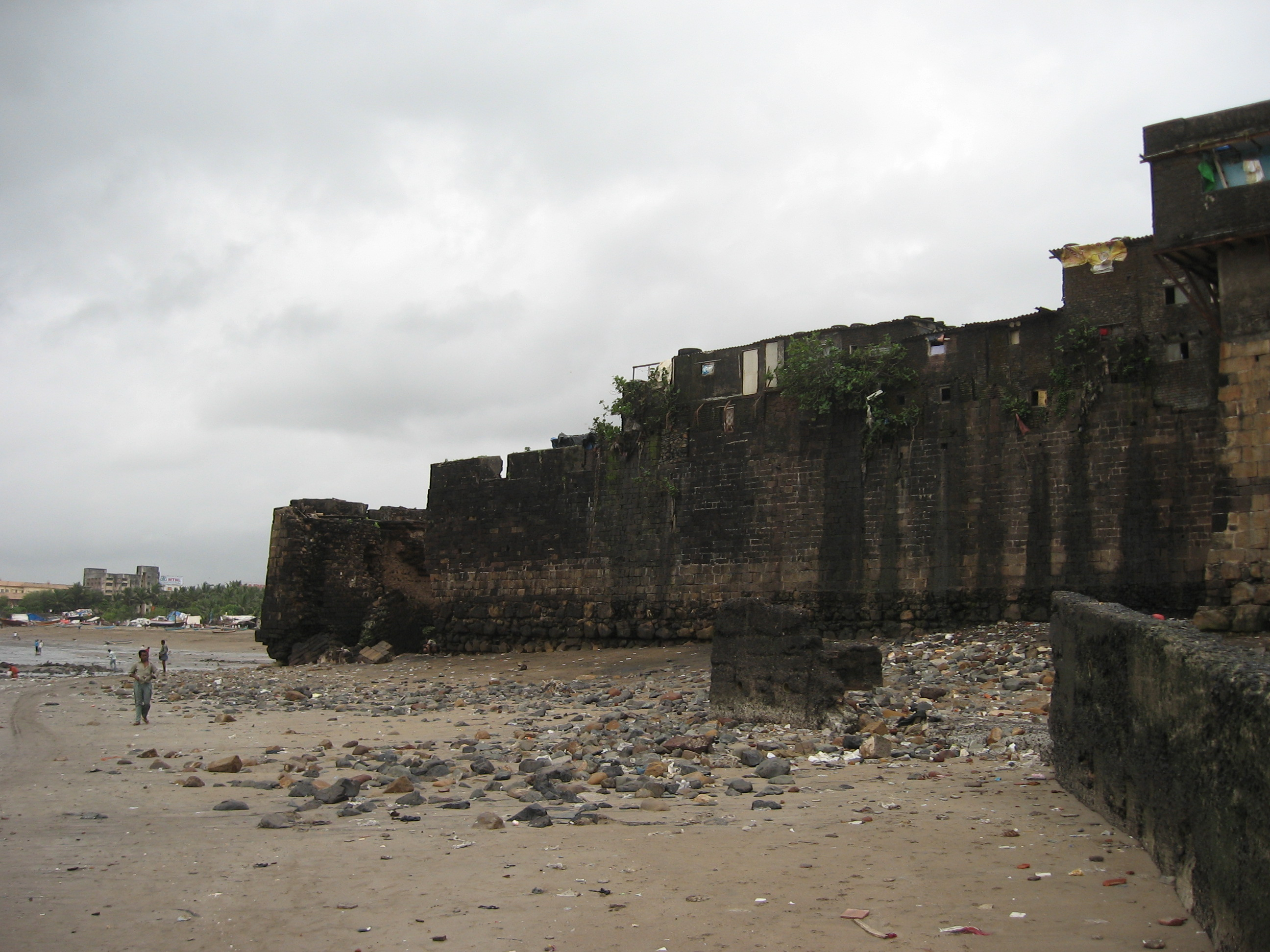
Mahim fort

Ja no queden massa restes del fort. Junt amb el fort Saint George de Bombai fou una base important durant el domini britànic. Altres forts de la zona eren a l'illa de Salsette, a Sion, Worli, Sewri i Mazgaon. El fort fou reforçat el 1684. El 1772 fou atacat pels portuguesos però foren rebutjats pels canons anglesos (uns 100 en aquella època).